# Fénamiphos
Le fénamiphos  est une substance active de phytosanitaire organophosphoré, qui présente un effet inhibiteur d'acétylcholinestérase, ce qui lui a valu d'être utilisé comme insecticide.

## Historique
Le fénamiphos a été produit et commercialisé sous le nom de Nemacur, par la société Bayer. Environ  5 000 tonnes de fénamiphos étaient épandues chaque année, jusqu'en 2002, aux États-Unis.
Depuis les années 1980, des études ont montré la dangerosité du fénamiphos. De nombreux cas d'accidents entraînant de fortes mortalités aviaire et piscicole ont été notés aux États-Unis.
La production et la vente de fénamiphos est interdite aux États-Unis depuis 2007 et 2008 respectivement.
En 2011, la société Bayer après avoir cédé ses activités de production à AMVAC Chemical Corporation, a décidé de l'arrêt de la vente de ce produit, du fait de sa dangerosité.

## Propriétés physico-chimiques
Le fénamiphos est un phosphoramide chiral. En effet, l'atome de phosphore a une symétrie tétraédrique avec quatre substituants différents et peut donc être séparé en deux énantiomères.

## Réglementation
Sur le plan de la réglementation européenne, la limite maximale du fénamiphos et de ses résidus sur les fruits et légumes a été abaissée à 0,02 mg·kg-1.

## Toxicité pour l’homme
Le fénamiphos est absorbé par les voies respiratoires, la peau et les voies digestives.
Ce produit est un inhibiteur des cholinestérases ce qui peut provoquer nausées, vomissements, maux de tête, diarrhée, vertiges, anxiété, faiblesse musculaire, sensation d'oppression thoracique, vision brouillée, myosis, larmoiement, hypersalivation, douleurs abdominales, fasciculation musculaire, dépression des centres respiratoire et circulatoire, œdème pulmonaire, cyanose, électrocardiogramme perturbé, convulsions, paralysie musculaire et respiratoire, coma, mort par arrêt cardiaque ou respiratoire.